# Девід Браттон
Девід Браттон (англ. David Bratton, 1 жовтня 1869 — 3 грудня 1904) — американський плавець і  ватерполіст.
Олімпійський чемпіон 1904 року.